# (688) Melanie
(688) Melanie es un asteroide perteneciente al cinturón de asteroides descubierto el 25 de agosto de 1909 por Johann Palisa desde el observatorio de Viena, Austria.
Se desconoce la razón del nombre.